# Ligue 2 de 2020–21
A Ligue 2 de 2020–21, conhecida como Ligue 2 BKT de 2020–21 por razões de patrocínio, será a 82ª edição da Ligue 2, o segundo escalão do futebol francês. A edição da temporada 2020–21 tem previsão para começar em 22 de agosto de 2020 e término em 15 de maio de 2021. A tabela de jogos foi divulgada em 9 de julho de 2020. O Lorient é o atual campeão.

## Promovidos e Rebaixados
A temporada inicialmente parecia destinada a apresentar apenas 18 equipes, em oposição às 20 usuais, depois que o mais alto tribunal administrativo da França derrubou os rebaixamentos de Amiens e Toulouse da Ligue 1. No entanto, os rebaixamentos foram restabelecidos pela Assembléia Geral da LFP com uma votação em 23 de junho de 2020.
| Pos. | Promovidos do Championnat National |
| ---- | ---------------------------------- |
| 1º   | Pau                                |
| 2º   | Dunkerque                          |

| Pos. | Promovidos à Ligue 1 |
| ---- | -------------------- |
| 1º   | Lorient              |
| 2º   | Lens                 |

| Pos. | Rebaixados da Ligue 1 |
| ---- | --------------------- |
| 19º  | Amiens                |
| 20º  | Toulouse              |

| Pos, | Rebaixados ao Championnat National |
| ---- | ---------------------------------- |
| 19º  | Orléans                            |
| 20º  | Le Mans                            |
|      |                                    |

## Regulamento
A Ligue 2 é disputada por 20 clubes em 2 turnos. Em cada turno, todos os times jogam entre si uma única vez. Os jogos do segundo turno serão realizados na mesma ordem do primeiro, apenas com o mando de campo invertido. Não há campeões por turnos, sendo declarado campeão o time que obtiver o maior número de pontos após as 38 rodadas e rebaixados os dois com menor número de pontos.

## Participantes

### Número de equipes por região
| Posição | Região                  | Nº de equipes | Equipes                                   |
| ------- | ----------------------- | ------------- | ----------------------------------------- |
| 1       | Altos da França         | 4             | Amiens, Chambly, Dunkerque e Valenciennes |
| 2       | Auvérnia-Ródano-Alpes   | 2             | Clermont e Grenoble                       |
| 2       | Nova-Aquitânia          | 2             | Niort e Pau                               |
| 2       | Borgonha-Franco-Condado | 2             | Auxerre e Sochaux                         |
| 2       | Grand Est               | 2             | Nancy e Troyes                            |
| 2       | Normandia               | 2             | Caen e Le Havre                           |
| 2       | Occitania               | 2             | Rodez e Toulouse                          |
| 3       | Bretanha                | 1             | Guingamp                                  |
| 3       | Centro-Vale do Loire    | 1             | Châteauroux                               |
| 3       | Córsega                 | 1             | Ajaccio                                   |
| 3       | Ilha de França          | 1             | Paris FC                                  |

### Informação dos clubes
| Equipe           | Cidade           | Treinador             | Estádio (mando)       | Capacidade | Material Esportivo |
| ---------------- | ---------------- | --------------------- | --------------------- | ---------- | ------------------ |
| Ajaccio          | Ajaccio          | Olivier Pantaloni     | Stade François Coty   | 10.446     | Adidas             |
| Amiens           | Amiens           | Luka Elsner           | Stade de la Licorne   | 12.097     | Puma               |
| Auxerre          | Auxerre          | Jean-Marc Furlan      | L'Abbé Deschamps      | 21.379     | Macron             |
| Caen             | Caen             | Pascal Dupraz         | Stade Michel d'Ornano | 21.215     | Umbro              |
| Chambly          | Chambly          | Bruno Luzi            | Stade Pierre Brisson  | 10.178     | Umbro              |
| Châteauroux      | Châteauroux      | Nicolas Usaï          | Gaston Petit          | 17.173     | Nike               |
| Clermont         | Clermont-Ferrand | Pascal Gastien        | Gabriel Montpied      | 11.980     | Patrick            |
| Dunkerque        | Dunquerque       | Fabien Mercadal       | Stade Marcel-Tribut   | 4.200      | Kappa              |
| Grenoble Foot 38 | Grenoble         | Philippe Hinschberger | Stade des Alpes       | 20.068     | Nike               |
| Guingamp         | Guingamp         | Sylvain Didot         | Stade du Roudourou    | 18.378     | Umbro              |
| Le Havre         | Le Havre         | Paul Le Guen          | Stade Océane          | 25.178     | Joma               |
| Nancy            | Tomblaine        | Jean-Louis Garcia     | Marcel Picot          | 20.087     | Nike               |
| Niort            | Niort            | Sébastien Desabre     | Stade René-Gaillard   | 10.886     | Kappa              |
| Paris FC         | Paris            | René Girard           | Stade Charléty        | 20.000     | Nike               |
| Pau              | Pau              | Didier Tholot         | Stade du Hameau       | 13.819     | Adidas             |
| Rodez            | Rodez            | Laurent Peyrelade     | Stade Paul-Lignon     | 5.955      | Adidas             |
| Sochaux          | Montbéliard      | Omar Daf              | Auguste Bonal         | 20.005     | Nike               |
| Toulouse         | Toulouse         | Patrice Garande       | Stadium Municipal     | 33.150     | Joma               |
| Troyes           | Troyes           | Laurent Battles       | L'Aube                | 21.684     | Le Coq Sportif     |
| Valenciennes     | Valenciennes     | Olivier Guégan        | Stade du Hainaut      | 25.172     | Acerbis            |

### Mudança de treinadores
| Clube     | Treinador inicial | Motivo              | Data de saída        | Posição           | Treinador substituto | Data de chegada     |
| --------- | ----------------- | ------------------- | -------------------- | ----------------- | -------------------- | ------------------- |
| Pau       | Bruno Irles       | Consentimento mútuo | 11 de maio de 2020   | Pré-temporada     | Didier Tholot        | 18 de maio de 2020  |
| Dunkerque | Claude Robin      | Consentimento mútuo | 13 de maio de 2020   | Pré-temporada     | Fabien Mercadal      | 16 de maio de 2020  |
| Niort     | Franck Passi      | Interino            | 8 de junho de 2020   | Pré-temporada     | Sébastien Desabre    | 16 de junho de 2020 |
| Toulouse  | Denis Zanko       | Interino            | 22 de junho de 2020  | Pré-temporada     | Patrice Garande      | 22 de junho de 2020 |
| Guingamp  | Sylvain Didot     | Demitido            | 30 de agosto de 2020 | Mehmed Baždarević | 30 de agosto de 2020 |                     |

## Classificação
| Pos | Equipes      | Pts | J  | V  | E  | D  | GP | GC | SG  | Qualificação                                 |
| --- | ------------ | --- | -- | -- | -- | -- | -- | -- | --- | -------------------------------------------- |
| 1   | Troyes       | 77  | 38 | 23 | 8  | 7  | 60 | 36 | 24  | Promovidos à Ligue 1 de 2021–22              |
| 2   | Clermont     | 72  | 38 | 21 | 9  | 8  | 61 | 25 | 36  | Promovidos à Ligue 1 de 2021–22              |
| 3   | Toulouse     | 70  | 38 | 20 | 10 | 8  | 71 | 42 | 29  | Play-offs de Promoção                        |
| 4   | Grenoble     | 65  | 38 | 18 | 11 | 9  | 51 | 35 | 16  | Play-offs de Promoção                        |
| 5   | Paris FC     | 64  | 38 | 17 | 13 | 8  | 53 | 37 | 16  | Play-offs de Promoção                        |
| 6   | Auxerre      | 62  | 38 | 16 | 14 | 8  | 64 | 43 | 21  |                                              |
| 7   | Sochaux      | 51  | 38 | 12 | 15 | 11 | 45 | 37 | 8   |                                              |
| 8   | Nancy        | 47  | 38 | 11 | 14 | 13 | 53 | 53 | 0   |                                              |
| 9   | Guingamp     | 47  | 38 | 10 | 17 | 11 | 41 | 43 | −2  |                                              |
| 10  | Amiens       | 47  | 38 | 11 | 14 | 13 | 34 | 40 | −6  |                                              |
| 11  | Valenciennes | 47  | 38 | 12 | 11 | 15 | 50 | 59 | −9  |                                              |
| 12  | Le Havre     | 47  | 38 | 11 | 14 | 13 | 38 | 48 | −10 |                                              |
| 13  | Ajaccio      | 46  | 38 | 11 | 13 | 14 | 34 | 43 | −9  |                                              |
| 14  | Pau          | 44  | 38 | 11 | 11 | 16 | 42 | 49 | −7  |                                              |
| 15  | Rodez        | 43  | 38 | 8  | 19 | 11 | 38 | 44 | −6  |                                              |
| 16  | Dunkerque    | 41  | 38 | 10 | 11 | 17 | 34 | 47 | −13 |                                              |
| 17  | Caen         | 41  | 38 | 9  | 14 | 15 | 34 | 49 | −15 |                                              |
| 18  | Niort        | 41  | 38 | 9  | 14 | 15 | 34 | 58 | −24 | Play-off do Rebaixamento                     |
| 19  | Chambly      | 38  | 38 | 9  | 11 | 18 | 41 | 64 | −23 | Rebaixado ao Championnat National de 2021-22 |
| 20  | Châteauroux  | 23  | 38 | 4  | 11 | 23 | 32 | 58 | −26 | Rebaixado ao Championnat National de 2021-22 |

Fonte: Ligue 2
Regras de classificação: 1) Pontos; 2) Saldo de gols; 3) Gols pró; 4) Confronto direto (saldo de gols); 5) Fair Play

## Resultados
| Casa / Fora  | AJA | AMI | AUX | CAE | CHA | CHÂ | CLE | DUN | GRE | GUI | HAV | NAN | NIO | PAR | PAU | ROD | SOC | TOU | TRO | VAL |
| ------------ | --- | --- | --- | --- | --- | --- | --- | --- | --- | --- | --- | --- | --- | --- | --- | --- | --- | --- | --- | --- |
| Ajaccio      |     | 2–2 | 0–0 | 1–0 | 0–0 | 0–1 | 0–2 | 1-0 | 2-1 | 0–2 | 1–1 | 1–0 | 3–0 | 1–1 | 4–1 | 1–0 | 1–1 | 0–1 | 0–4 | 3–0 |
| Amiens       | 0–0 |     | 1–1 | 0–0 | 1–1 | 1–0 | 1–1 | 1-0 | 1–0 | 0–3 | 0–0 | 1–0 | 0–0 | 1–2 | 0–0 | 1–0 | 0–1 | 0–1 | 3–0 | 3–1 |
| Auxerre      | 5–1 | 2–1 |     | 1–1 | 4–0 | 4–1 | 0–1 | 4–1 | 1–1 | 1–1 | 1–1 | 3–2 | 6–0 | 0–0 | 2–1 | 0–1 | 0–2 | 3–1 | 2–1 | 1–1 |
| Caen         | 1–0 | 1–0 | 0–0 |     | 0–0 | 1–1 | 2–1 | 1–1 | 1–1 | 1–0 | 0–2 | 2–1 | 1–0 | 0–2 | 1–1 | 1–2 | 1–4 | 2–2 | 0–0 | 1–1 |
| Chambly      | 2–1 | 2–0 | 0–1 | 4–2 |     | 2–1 | 0–3 | 0–1 | 1–2 | 3–0 | 0–1 | 1–1 | 1–1 | 0–3 | 1–0 | 1–0 | 1–4 | 1–1 | 0–3 | 1–2 |
| Châteauroux  | 0–0 | 0–0 | 1–2 | 2–2 | 4–0 |     | 0–1 | 1–2 | 0–1 | 2–3 | 0–1 | 1–4 | 2–0 | 1–2 | 0–3 | 1–1 | 2–1 | 0–3 | 1–2 | 3–3 |
| Clermont     | 0–2 | 3–0 | 1–0 | 0–0 | 1–0 | 2–1 |     | 5–0 | 3–0 | 0–0 | 1–1 | 2–0 | 0–0 | 3–2 | 3–0 | 3–0 | 3–1 | 1–1 | 2–1 | 4–0 |
| Dunkerque    | 3–1 | 1–1 | 0–1 | 2–3 | 1–1 | 2–0 | 1–1 |     | 1–1 | 1–0 | 0–1 | 1–2 | 2–0 | 0–1 | 2–2 | 1–1 | 1–0 | 3–3 | 0–0 | 1–0 |
| Grenoble     | 2–0 | 0–0 | 2–2 | 3–1 | 2–0 | 2–2 | 1–2 | 4–0 |     | 2-1 | 2-1 | 1-0 | 1–1 | 0–0 | 1–1 | 1–0 | 2–0 | 5–3 | 2–0 | 2–0 |
| Guingamp     | 2–2 | 2–2 | 2–0 | 2–2 | 1–0 | 2–0 | 0–5 | 0–0 | 1–0 |     | 1–3 | 0–0 | 0–1 | 0–0 | 2–3 | 1–1 | 0–0 | 1–1 | 1–2 | 1–1 |
| Le Havre     | 1–1 | 1–0 | 1–1 | 1–2 | 2–4 | 1–1 | 0–0 | 1–1 | 0–2 | 1–1 |     | 1–1 | 0–1 | 1–0 | 1–0 | 1–1 | 0–2 | 0–1 | 3–2 | 0–2 |
| Nancy        | 2–0 | 2–2 | 2–2 | 1–0 | 3–3 | 2-1 | 1-0 | 2–1 | 1–2 | 2–2 | 0–1 |     | 2–2 | 1–1 | 1–0 | 2–2 | 0–0 | 1–3 | 2–3 | 1–3 |
| Niort        | 2–0 | 0–2 | 0–4 | 3–0 | 1–1 | 1–1 | 1-0 | 1–2 | 0–0 | 0–2 | 0–0 | 1-0 |     | 2–2 | 2–1 | 1–1 | 1–3 | 1–0 | 0–3 | 0–3 |
| Paris FC     | 1–1 | 4–2 | 0–3 | 3–1 | 3–0 | 1–0 | 0-1 | 1–0 | 2–0 | 3–2 | 3–0 | 0-2 | 3–3 |     | 1–0 | 1–1 | 0–0 | 3–1 | 1–1 | 1–0 |
| Pau          | 0–0 | 2–0 | 3–0 | 1–0 | 1–3 | 1–0 | 2–1 | 3–1 | 0–2 | 0–1 | 2–0 | 1–1 | 4–1 | 1–1 |     | 1–1 | 0–0 | 0–1 | 0–3 | 4–3 |
| Rodez        | 0–1 | 1–2 | 2–2 | 0–3 | 2–2 | 1–1 | 2–0 | 2–1 | 1–0 | 1–1 | 1–1 | 1–1 | 1–1 | 2–2 | 1–0 |     | 1–1 | 1–0 | 0–1 | 3–0 |
| Sochaux      | 0–2 | 0–2 | 2–3 | 1–0 | 3–2 | 0–0 | 0–0 | 1–0 | 1–1 | 0–0 | 4–0 | 1–1 | 3–4 | 1–2 | 1–1 | 2–2 |     | 0–1 | 2–1 | 2–0 |
| Toulouse     | 3–0 | 3–0 | 3–1 | 3–0 | 4–0 | 1–0 | 3–2 | 0–1 | 2–0 | 2–1 | 4–3 | 4–1 | 2–1 | 1–0 | 2–2 | 2–0 | 0–0 |     | 0–0 | 4–5 |
| Troyes       | 1–0 | 2–1 | 3–1 | 1–0 | 2–2 | 2–1 | 1–0 | 2–0 | 3–1 | 1–0 | 2–0 | 1–5 | 1–0 | 2–1 | 2–0 | 2–1 | 2–1 | 1–1 |     | 1–1 |
| Valenciennes | 1–1 | 0–2 | 2–2 | 1–0 | 2–1 | 1–0 | 1–3 | 1–0 | 0–1 | 0–1 | 2–3 | 3–5 | 1–1 | 2–0 | 3–0 | 1–1 | 0–0 | 2–0 | 2–2 |     |

Fonte: Ligue 2

## Playoffs

### Playoffs de promoção
|  | Quarta-de-final | Quarta-de-final | Quarta-de-final |  |  | Semi-final | Semi-final | Semi-final |  |  | Final | Final    | Final |
|  |                 |                 |                 |  |  |            |            |            |  |  |       |          |       |
|  |                 |                 |                 |  |  | 3B         | Toulouse   | 3          |  |  |       |          |       |
|  | 4B              | Grenoble        | 2               |  |  | 4B         | Grenoble   | 0          |  |  |       |          |       |
|  | 5B              | Paris FC        | 0               |  |  |            |            |            |  |  | 3B    | Toulouse | 2     |
|  |                 |                 |                 |  |  |            |            |            |  |  | 18A   | Nantes   | 2(gf) |
|  |                 |                 |                 |  |  | 2          |            |            |  |  |       |          |       |
|  |                 |                 |                 |  |  | 3          |            |            |  |  |       |          |       |

### Mata-mata do rebaixamento
O play-off será entre o 18o. colocado (Niort) e o 3o. colocado do Championnat National de 2020-21(Villefranche).

## Ligações Externas
- Site oficial (em francês)